# (5232) Jordaens
(5232) Jordaens est un astéroïde de la ceinture principale.

## Description
(5232) Jordaens est un astéroïde de la ceinture principale. Il fut découvert le 14 août 1988 à l'observatoire de Haute-Provence par Eric Walter Elst. Il présente une orbite caractérisée par un demi-grand axe de 2,86 UA, une excentricité de 0,16 et une inclinaison de 12,2° par rapport à l'écliptique.

## Satellite
Des observations d'une occultation stellaire le 1er février 2024 et de photométrie acquises antérieurement ont permis d'identifier que (5232) Jordaens est un astéroïde binaire complètement synchrone (même période de rotation pour les deux corps, égale à leur période de révolution relative).

## Dimensions
Les observations de NEOWISE et d'Akari avaient respectivement permis d'évaluer le diamètre de (5232) Jordaens à 11,563 ± 0,211 km et 12,64 ± 0,52 km. Ces valeurs reposaient cependant sur la supposition d'un corps unique.
Les observations de l'occultation et de photométrie mentionnées dans la section précédente, combinées avec les estimations de NEOWISE et d'Akari, ont permis d'évaluer les diamètres respectifs des deux composantes à 10,0 km et 8,3 km.